# Człowiek zmienia skórę
Człowiek zmienia skórę – napisana i opublikowana po raz pierwszy w odcinkach w latach 1932–1933 na łamach czasopisma literackiego „Nowyj Mir” socrealistyczna powieść produkcyjna Brunona Jasieńskiego.

## Treść
Podczas trwania pierwszego planu pięcioletniego do budowy kanału irygacyjnego w dolinie rzeki Wachsz w Tadżykistanie zatrudniony zostaje amerykański inżynier Jim Clark, który na skutek podjętej pracy przechodzi ideologiczną przemianę w komunistę. Budowa zmaga się w tym czasie z wieloma problemami takimi jak partyzanckie najazdy basmaczy czy celowe szkodnictwo. Ponadto plan budowy przez cały czas próbuje pokrzyżować udający innego amerykańskiego inżyniera agent brytyjskiego wywiadu F. M. Bailey, co ostatecznie mu się nie udaje.  
W utworze odnaleźć można znamiona różnych odmian gatunkowych powieści poza powieścią produkcyjną np.: powieści społeczno-obyczajowej, psychologicznej, polityczno-historycznej, kryminalnej i romansowej.

## Historia utworu
Powieść pierwotnie miała być zbiorem opowiadań. Została przez autora napisana w języku polskim. Pierwsze radzieckie wydanie książkowe miało miejsce w 1933 r. W sumie powieść doczekała się w ZSRR 22 wydań rosyjskojęzycznych (ostatnie w 1990 r.), których łączny nakład przekroczył 2,2 mln egzemplarzy. 
Trzy fragmenty utworu zostały w Rosji Radzieckiej opublikowane samodzielnie jako osobne mniejsze dzieła: Москва-Таджикистан (pol. Moskwa-Tadżykistan) oraz Джимми Кларк на вышке мира (pol. Jimmy Clark na wieży świata) w 1932 r., a także Кишлак в ущелии (pol. Kiszłak w wąwozie) w 1934 r.
Jasieński planował wydać powieść w Polsce nakładem Towarzystwa Wydawniczego „Rój”, ale w 1934 ubiegło go Towarzystwo Wydawnicze „Mewa”, które, korzystając z nieprzystąpienia ZSRR do konwencji berneńskiej, wydało pierwszą część dzieła w wersji okrojonej bez wiedzy i zgody autora, co spotkało się z jego krytyką. Drugie wydanie polskie ukazało się w 1961 w wydawnictwie „Czytelnik” w przekładzie Jerzego Brzęczkowskiego. Książka została przetłumaczona także na język angielski, azerbejdżański, czeski, fiński, tadżycki i ukraiński. 
Do lat 70 XX w. powieść była lekturą obowiązkową w szkołach w Tadżyckiej Socjalistycznej Republice Radzieckiej. W 1970 r. na iglicy nowo zdobytego szczytu w górach Pamiru nazwanego imieniem Jasieńskiego umieszczono metalowy pojemnik zawierający egzemplarz książki Człowiek zmienia skórę.

## Recepcja
Utwór został entuzjastycznie przyjęty przez radzieckich krytyków literackich, a książka szybko stała się bestsellerem. W Polsce powieść przeszła bez echa, a negatywną recenzję wystawił jej Juliusz Kaden-Bandrowski. 

## Ekranizacje
W 1960 roku miał premierę pełnometrażowy film fabularny w dwóch częściach na podstawie książki w reżyserii Rafaila Perelshteyna, a w 1982 r. pięcioodcinkowy serial telewizyjny. Sam Jasieński w latach 30. XX w. pracował nad scenariuszem filmowym na bazie powieści, którego jednak nie ukończył.